# Intel A100
 ??? 

Bộ xử lý trung tâm Intel A100 và A110 là các vi xử lý thuộc kiến trúc x86 tiêu thụ điện năng thấp (tên mã Stealey), với một lõi Dothan lấy từ Intel Pentium M, xây dựng trên một tiến trình 90 nm với 512KB bộ nhớ đệm cấp 2 và 400 MHz bus bề mặt (FSB). A100/A110 miêu tả thành phần CPU của nền tảng McCaslin. Chúng sẽ được thay thế vào năm 2008 bởi nền tảng Menlow, bao gồm Intel Atom 45 nm CPU và chipset Poulsbo chipset.

A110 chạy với tốc độ 800 MHz, A100 với tốc độ 600 MHz, và cả hai có TDP tiêu thụ điện năng ở mức 3 Watts, tiêu tốn điện năng thấp nhất có thể là 0.4 watt.

A100 và A110 là một phần của Intel Ultra Mobile Platform 2007 được thiết kế để sử dụng cho MID, UMPC và laptop siêu nhẹ, như máy tính bảng Kohjinsha Convertible.

## Dẫn chứng
1. ↑  Evan Blass (ngày 6 tháng 4 năm 2007). "Intel poised to unveil new UMPC platform?". Engadget. Truy cập ngày 25 tháng 1 năm 2008. {{Chú thích báo}}: Kiểm tra giá trị ngày tháng trong: |date= (trợ giúp)
2. ↑  "Intel News Disclosures From Day 2 Of The Intel Developer Forum In Beijing". Intel. ngày 18 tháng 4 năm 2007. Truy cập ngày 25 tháng 1 năm 2008. {{Chú thích web}}: Kiểm tra giá trị ngày tháng trong: |date= (trợ giúp)
3. ↑  "Intel Processor A100 and A110 on 90 nm Process with 512-KB L2 Cache" (PDF). Intel. Truy cập ngày 25 tháng 1 năm 2008.
4. ↑  "Intel Ultra Mobile Platform 2007". Intel. Truy cập ngày 25 tháng 1 năm 2008.